# Pedro Infante (personnalité politique)
Pour les articles homonymes, voir Pedro Infante.
Pedro Infante, de son nom complet Pedro José Infante Aparicio, est un homme politique vénézuélien né en 1983. Il a été ministre du Sport entre 2015 et 2016, puis de nouveau de 2017 à 2020, quand il est remplacé par Mervin Maldonado. Il a également été président de l'Institut national du Sport.